# チャールズ・リンドバーグ

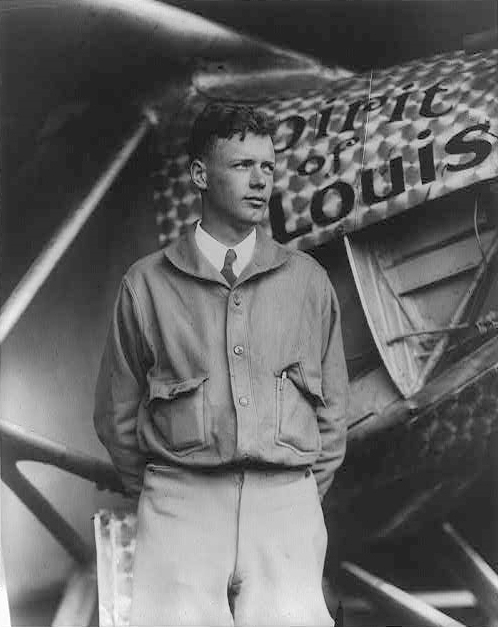
スピリット・オブ・セントルイス号の前でポーズをとるリンドバーグ

チャールズ・オーガスタス・リンドバーグ（英語: Charles Augustus Lindbergh, 1902年2月4日 - 1974年8月26日）は、アメリカ合衆国の飛行家。ハーモン・トロフィー、名誉勲章、議会名誉黄金勲章の受賞者。1927年に「スピリット・オブ・セントルイス」と名づけた単葉単発単座のプロペラ機でニューヨーク‐パリ間を飛び、大西洋単独無着陸飛行に初めて成功。1931年には北太平洋横断飛行にも成功した。

## 生涯

### 生い立ち
スウェーデン移民の息子としてミシガン州デトロイト市で生まれ、ミネソタ州リトルフォールズで育った。父チャールズ・オーガストは弁護士で、その後共和党の連邦議会下院議員に当選し、孤立主義者として第一次世界大戦へのアメリカの参戦に反対した。母エヴァンジェリンは化学教師だった。
リンドバーグは幼少時から機械への関心を示したが、1922年には機械工学から離れ、ネブラスカ航空機でパイロットと整備士の訓練に参加したあとカーティスJN-4「ジェニー」を買い、曲芸飛行パイロットになった。1924年にはアメリカ陸軍航空隊で飛行士として訓練を始めた。訓練を一番の成績で終え1920年代には郵便機などの民間パイロットとして働いた。

### 大西洋単独無着陸飛行
1927年5月20日5時52分（出発時の現地時刻）、リンドバーグはスピリットオブセントルイス号（ライアンNYP）にサンドイッチ4つと水筒2本分の水、1700リットルのガソリンを積んでニューヨーク・ロングアイランドのぬかるんだルーズベルト飛行場 の滑走路を離陸。
途中、海面近くまで降りアイルランドの海岸までの距離を聞こうと漁船に向かって叫んだが上手くいかなかった。5月21日22時21分（到着時の現地時刻）、パリのル・ブルジェ空港に着陸、大西洋単独無着陸飛行に初めて成功した。この時、リンドバーグは25歳であった。
飛行距離は5,810kmで飛行時間は33時間半だった。これによりリンドバーグは、ニューヨーク－パリ間を無着陸で飛んだ者に与えられるオルティーグ賞とその賞金25,000ドル、さらに世界的な名声を得た。
スピリットオブセントルイス号は、リンドバーグの指示の下に特別にカスタマイズされた機体であった。多量の燃料（ガソリン）を積むべく操縦席の前方に燃料タンクを設置したため、座席からは直接前方が見えず、潜望鏡のようなものを使うか、機体側面の窓から顔を出す必要があった。当時、無名の操縦士だったリンドバーグには出資者が少なかったため、他のオルティーグ賞挑戦者のように大型の機材を用意できず、また機材そのものもリンドバーグが望んだベランカ社製品より性能の低いものにせざるを得なかったことから、前方視界を犠牲にして燃料の搭載量を増やすことで対処したのである。
さらにバックアップの操縦士を乗せることもしなかったため、パリまでの全行程を一人で操縦し続けるという過酷な飛行となった。飛行中、リンドバーグは強い睡魔に襲われたが、これを克服してパリに到達した。現在、この機体はスミソニアン航空宇宙博物館に展示されている。
「リンドバーグが大西洋無着陸飛行に初めて成功した」と誤解されがちだが、単独でない大西洋無着陸飛行については、1919年にジョン・オールコックとアーサー・ブラウンが達成している。これは、6月14日から6月15日にかけての16時間でニューファンドランド島からアイルランドへ1,890kmを飛行したものであった（その他の大西洋横断飛行については「大西洋横断飛行」を参照）。
また、パリ上空で「翼よ、あれがパリの灯だ！」と叫んだとされるが、この台詞は後世の脚色であり、リンドバーグはその時自分がパリに着いたことも分らなかったという。実際に発した最初の言葉としては、「誰か英語を話せる人はいませんか？（この後英語を話せる人に「ここはパリですか？」と尋ねる）」であるという説と、「トイレはどこですか？」であるという説の2つがある。いずれにせよ、「翼よ、あれがパリの灯だ！」の出所は自伝 "The Spirit of St. Louis"の和訳題であり、日本語では広く知られているが、英語圏ではこれに対応するよく知られた台詞は存在しない。

### 結婚と愛児誘拐事件
1929年に駐メキシコ大使ドワイト・モロー(en:Dwight Morrow)の次女アンと結婚した。アンは夫の勧めでパイロットや無線通信士の技術を身につけ、乗務員として調査飛行に同行する。後年、彼女は作家となった。
夫妻はチャールズ・オーガスタス・ジュニア（1930年）、ジョン（1932年）、ランド（1937年）、アン（1940年）、スコット（1942年）およびリーヴェ（1945年）の6人の子供をもうけた。
1932年3月1日に1歳8か月の長男ジュニアが自宅から誘拐され、現場には身代金5万ドルを要求する手紙が残されていた。10週間に及ぶ探索と誘拐犯人との身代金交渉の後に、5月12日、ニュージャージー州ホープウェルで死んでいるのが見つかった。
2年後にドイツ系移民のリチャード・ハウプトマンが逮捕され、3年以上後に、殺人で告訴されたハウプトマンの裁判が始まった。ハウプトマンは裁判の終了まで無罪を主張し、弁護のために大金を支払ったが、死刑判決を受け、1936年4月3日に執行された。この事件は当時のアメリカでセンセーショナルな報道をされた。これに関しては、リンドバーグの自作自演説もある。

### リンドバーグ夫妻の北太平洋航路調査と来日

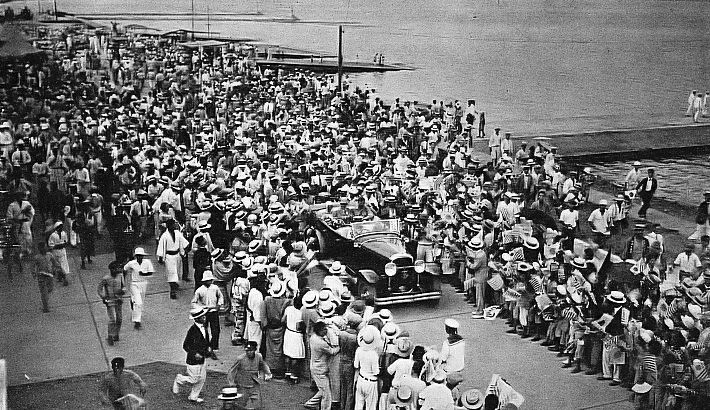
リンドバーグ夫妻の日本訪問

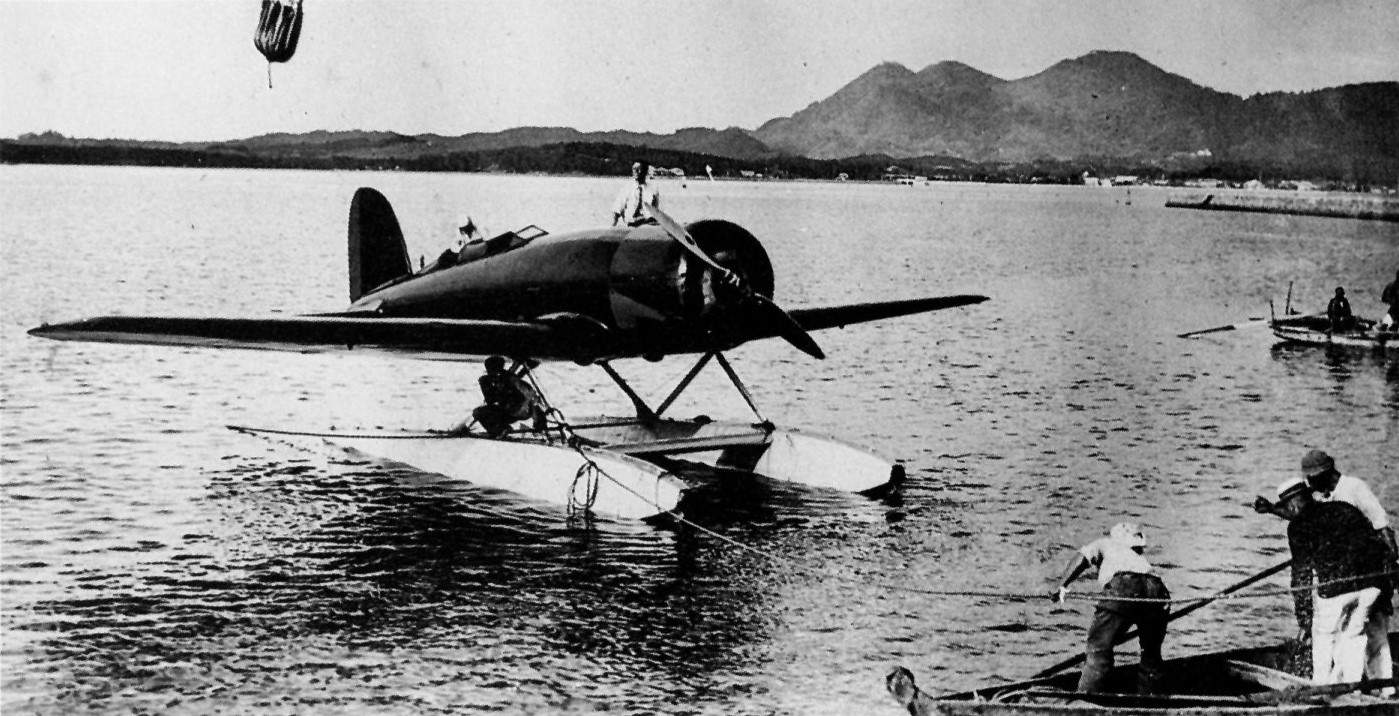
名島飛行場に着水したリンドバーグ夫妻の水上機（1931年9月17日）

リンドバーグ夫妻は1931年に、パンアメリカン航空から依頼された北太平洋航路調査のためニューヨークからカナダ、アラスカ州を経て、日本と中華民国までロッキード・シリウス水上機「チンミサトーク（イヌイットの言葉で『大鳥』の意）」で飛行した。
アラスカから千島列島沿いに南下する際、8月19日には計吐夷島の南東洋上に不時着。救援に向かった農林省の新知丸が機体を新知島の武魯頓湾に曳航してキャブレターを修理、8月22日に離水するも、同日択捉島の紗那沼に再び不時着した。
8月24日になり、ようやく根室に到着 。2日間滞在後、8月26日霞ケ浦へ飛来。フォーブス駐日米国大使、安保清種海軍大臣、杉山元陸軍次官、小泉又次郎逓信大臣ら日米の政府高官や海軍関係者など約1,000人が出迎え、国内外からの取材陣は200人を超えた。同日列車で東京へ向かい、聖路加病院トイスラー院長邸に滞在、以後トイスラー邸が東京における夫妻の拠点となる。27日から31日まで多数の歓迎式典や表敬訪問をこなし、9月1日から4日までフォーブス大使の軽井沢別荘で休養。5日は日光を周遊し金谷ホテルで1泊、6日に東京へ戻った。7日以降も各種行事の合間を縫って、チャールズは逓信省航空局で飛行計画の打ち合わせや、霞ケ浦で愛機の点検と試運転など出航準備を進め、妻のアンは博物館の見学や茶道・華道の体験などをして過ごした。
9月13日大阪へ飛来後、自動車で京都に入洛し、都ホテルに宿泊。14日から16日にかけて府庁舎等へ表敬訪問や府内名所を観光。17日滞在先の奈良から大阪を経て、福岡へ向かう。この時、京都の少年がリンドバーグ夫妻の飛行機に潜入し、密航を企てる事件が発生している。9月17日16時に福岡に飛来し名島飛行場（現・福岡市東区名島）に着水した。単なる「漫遊飛行」なので大げさな歓迎は不要という意向が示されたため、飛行場での歓迎会は簡素に行われたが、3,000人の市民が飛行場に詰めかけた。機体の点検を行った夫妻は、深夜に宿舎となる共進亭ホテルに入った。翌9月18日は福岡市役所の表敬訪問や西公園の散策を経て、早めにホテルに戻った。
9月18日、福岡を離水した後、中華民国の南京と漢口まで飛行した。妻のアン・モローは、飛行記録として『NORTH TO THE ORIENT 』を著した。

### 人工心臓の開発

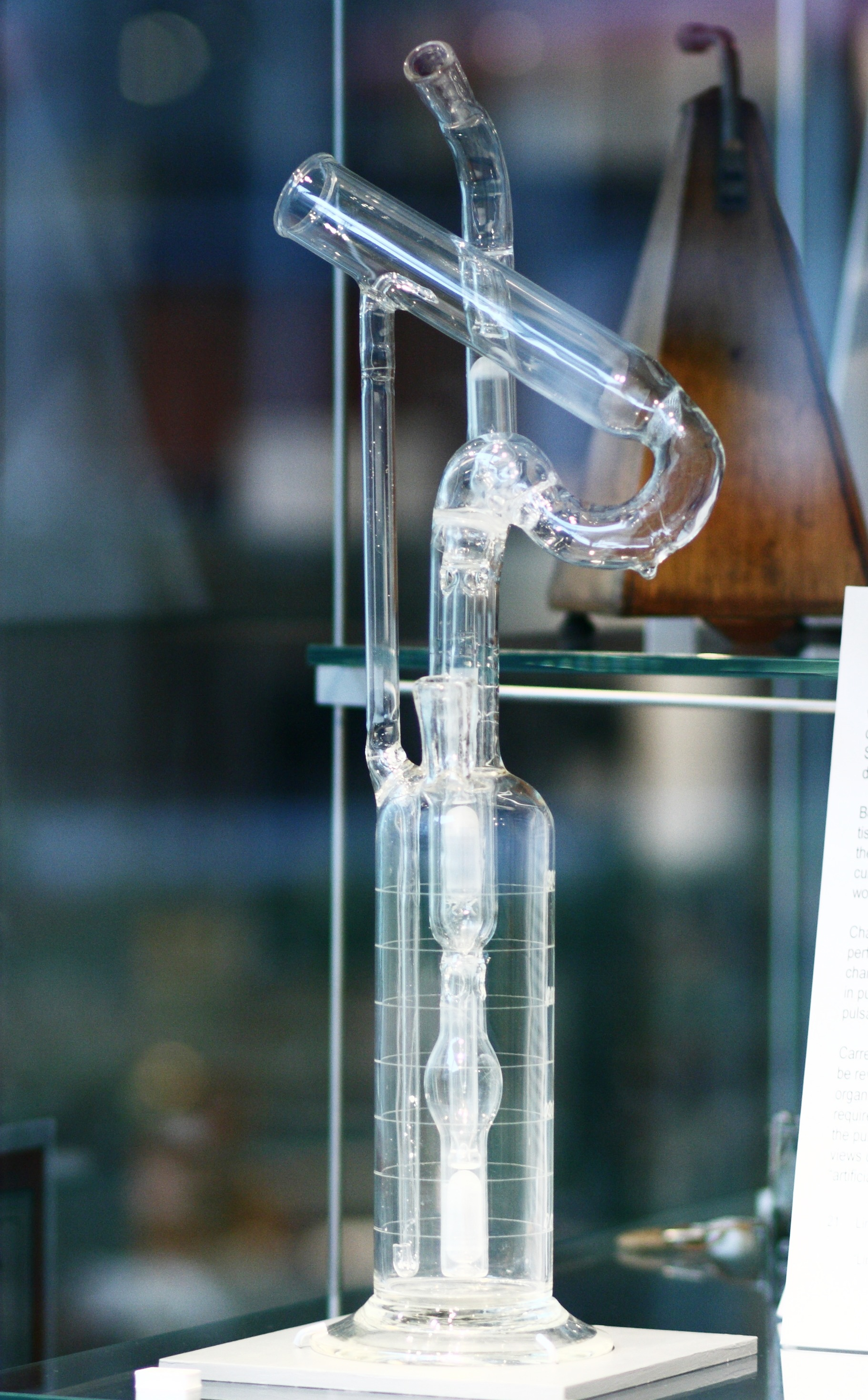
リンドバーグの還流ポンプ

リンドバーグの大きな業績の一つとして人工心臓の開発がある。リンドバーグには心臓弁膜症を患っている姉がおり、心臓病の治療法を開発したいという思いから生理学者アレクシス・カレルの研究室を訪れた。2人は意気投合し共同研究をおこない、1935年に「カレル・リンドバーグポンプ」を開発。これは今日の人工心臓に影響を与えている。組織が体外で生き続るための生理学的条件についてはカレルの知識が、血液を連続して環流させるポンプ装置の発明についてはリンドバーグの工学知識が生かされた。

### 孤立主義
第二次世界大戦前夜、リンドバーグはアメリカ軍の要請でドイツに何度か旅行し、ドイツ空軍についての報告を行った。1938年にはヘルマン・ゲーリングから勲章を授与されたが、この授与は、ユダヤ人を差別する政策やアンシュルスなどの強権的な対外政策を進めるナチス党政権と親密になりすぎているということでアメリカ国内で批判を受けた。批判に対して、リンドバーグは「ドイツに対する過剰な非難である」と反論した。
ヨーロッパで第二次世界大戦が勃発した後、共和党員であったリンドバーグはアメリカの孤立主義とドイツの政策に対する支持者となり、各地で講演を行った。1941年1月23日にはアメリカ連邦議会で演説し、ドイツと中立条約を結ぶべきと主張した。リンドバーグは孤立主義をとなえるアメリカ第一委員会（America First Committee）の主要なスポークスマンであり、1941年9月11日のアイオワ州デモインでの演説では、「アメリカを戦争に引きずり込もうとしている3大勢力はイギリス人とユダヤ人とルーズベルト政権である」と述べた。この発言にユダヤ系アメリカ人が反発し、フランクリン・ルーズベルト大統領はリンドバーグのアメリカ陸軍航空隊での委任を解除した。

### 第二次世界大戦
1941年12月7日に日本との戦争が開始されると、リンドバーグは「参戦には反対だったが、開戦した以上は祖国への義務を果たしたい」として陸軍航空隊への復帰を試みたが、上記のようないきさつがあったためにその真意を疑われ、ルーズベルト大統領やヘンリー・スティムソン陸軍長官とその補佐官らに拒否され復帰できなかった。そのため、政府と航空会社（トランス・ワールド航空）に対する民間のコンサルティング会社を通じて、アメリカ政府の戦争努力を援助した。
1944年までに民間人として太平洋で50回の実働任務をこなしており、九九式襲撃機などの日本機とも何度か交戦している。1944年7月28日には、日本占領下のオランダ領東インド（現在のインドネシア）東部にあるモルッカ諸島のセラム島空域でアメリカ陸軍の第433空輸輸送団の支援任務中に日本陸軍の第7飛行師団傘下の独立飛行第73中隊と交戦し、指揮官の島田三郎中尉機を撃墜した。戦争におけるリンドバーグの撃墜数は生涯を通じてこの1機である。この他、ロッキードP-38での長距離航法やF4Uでの離陸法の発展に貢献した。
また、当時マッカーサーが司令官だった西南太平洋連合国軍（アメリカとオーストラリア軍）による日本兵捕虜の虐殺・虐待をしばしば目撃し、その模様を日記に赤裸々に綴っていた。その著書の中で、リンドバーグは「偵察隊の一人が日本兵に煙草と火を与えた。煙草を吸い始めた途端に、日本兵の頭部に腕が巻きつき、喉元が『一方の耳元から片方の耳元まで切り裂かれた』のだった。このやり方全体は、話をしてくれた将軍の全面的な是認を受けていた。…わが軍の将兵は日本軍の捕虜や投降者を射殺することしか念頭にない。日本人を動物以下に取り扱い、われわれは文明のために戦っているのだと主張している。…彼ら（西南太平洋連合軍）の欲求は日本兵を無慈悲に、むごたらしく皆殺しにすることなのだ。…　ブルドーザーで（遺体を）片付けたあとは墓標もたてずに、こう言うのである。『これが黄色いやつらをば始末するたった一つの手さ』と。…ドイツ人がヨーロッパでユダヤ人になしたと同じようなことを、われわれは太平洋でも日本人に行ってきたのである。」と記している（関連項目:米軍兵による日本軍戦死者の遺体の切断）。
一方で、リンドバーグは日本軍による捕虜の人肉食の痕跡を見たという伝聞も記し、その虐殺や虐待も非難した。本件については1944年8月11日の日記に書かれており、ビアク島の戦いにおける飛行隊のテントにあった掲示板に、オーストラリア軍が数人の日本兵を捕獲するととともに同胞が肉となって調理されている現場を押さえたとの伝達があったのを見たという。これに基づいた訳書や二次資料が無数に発行されているが、同日の日記から具体的な事案を秦郁彦が自著で引用しているので以下に抜粋する。
このことからリンドバーグは、連合軍も野蛮だが“東洋人”の野蛮さには及ばないだろうと結論付けている。続けて秦は、実際にウェワクでの同様のケースが極東国際軍事裁判でオーストラリア側から問題にされ、同年11月18日付で第41師団歩兵団青津喜久太郎少将が出した、敵を除外とする人肉食禁止令の内部文書の存在があり、同裁判の引例として挙げられたことに触れている。
1945年5月、ドイツが降伏するとリンドバーグはすぐにドイツへ飛び、その強制収容所を訪問した。これについて、開戦前はドイツ支持者だったリンドバーグは日記の中で強い嫌悪と怒りを記した。

### ピュリッツァー賞受賞
1953年に大西洋単独無着陸飛行について書いた "The Spirit of St. Louis"（邦題『翼よ、あれがパリの灯だ』）を出版し、これにより、1954年のピュリッツァー賞を受賞した。同書は1957年にビリー・ワイルダー監督の手で映画化された（映画の邦題は『翼よ! あれが巴里の灯だ』で、原作にないフィクションも一部含まれている）。

### 余生
1957年からはミュンヘンの帽子屋ブリギッテ・ヘスハイマー（Brigitte Hesshaimer）との交際が始まり、彼女との関係は死まで継続された。2003年11月、ヘスハイマーとの間に3人の非嫡出子が生まれていたことがDNAテストによって証明された。3人はそれぞれ1958年・1960年・1967年にドイツで生まれた。ヘスハイマーは2001年に74歳で死去した。
1970年には訪日し、大阪万博を訪れた。万博では、1931年にニューヨークから日本を経て中国まで飛行した際に使用した水上飛行機シリウス号が展示された。リンドバーグは、シリウス号の操縦席に当時10歳の浩宮徳仁親王（後の第126代天皇）を乗せるという交流を行っている。
晩年は、妻のアン・モローと共にハワイ州のマウイ島に移り住んだ。また、自然環境の保全に力を注ぐようになり、世界各地を回り、環境保護活動に参加、多額の資金を寄付した。1974年8月26日朝にマウイ島ハナのキパフルにある別荘にてリンパ腫瘍が原因で72歳で死去した。

## 孫
2002年5月2日、大西洋単独無着陸飛行75周年を記念して、孫のエリック・リンドバーグが「ニュー・スピリット・オブ・セントルイス号」で大西洋単独無着陸飛行を実行、無事成功した 。またエリックは民間宇宙開発競技会Ansari X Prizeに出資している。

## その他
- 「フリーメイソン」の会員[23] である。
- ウォルト・ディズニー・プロダクションによるミッキーマウス作品の実質的な第1作『プレーン・クレイジー』は、彼による大西洋単独無着陸飛行を意識した作品である。
- 『リンドバーグ』は、日本のアイドルグループ「ukka」（元「桜エビ〜ず」）の2018年の楽曲。彼がモチーフになっている[24]。
- 日本のロックバンド「リンドバーグ」のバンド名は、彼の名前が由来である。

## 著作（日本語訳）
- 『翼よ、あれがパリの灯だ』 佐藤亮一訳、恒文社、1991。ピューリッツァー賞受賞
  - 旧版 『翼よ、あれがパリの灯だ』 旺文社文庫（上下） 1976。他にも様々な版で刊行
- 『リンドバーグ 第二次大戦日記』 新庄哲夫訳、新潮社（2巻組）、1974
  - 『孤高の鷲 リンドバーグ 第二次大戦参戦記』 学研M文庫（上下）、2002
  - 『リンドバーグ 第二次大戦日記』 角川ソフィア文庫（上下）、2016

## 伝記など（日本語）
- ジヨーヂ・ブキヤナン・フアイフ『リンドバーグ物語 孤独の荒鷲』日本飛行学校出版部訳 日本飛行学校出版部 1929
- 広畑恒五郎『空の王者リンドバーグ』婦女界社 1931
- ケニス・S.デイヴィス『英雄 チャールズ・リンドバーグ伝』村上啓夫訳 早川書房 1966
- 柴野民三『リンドバーグ 大西洋無着陸横断飛行の英雄』チャイルド本社 1984
- 宝島編集部編『虹を追いかけて リンドバーグ』JICC出版局 1991
- 岡高志『リトル・ウィング リンドバーグ・ストーリー』ソニー・マガジンズ文庫　1993
- ジョイス・ミルトン『リンドバーグ チャールズとアンの物語』中村妙子訳 筑摩書房（上下） 1994
- 今西祐行『リンドバーグ』チャイルド本社 1998 こども伝記ものがたり
- アン・モロー・リンドバーグ『翼よ、北に』中村妙子訳、みすず書房 2002
- A.スコット・バーグ『リンドバーグ 空から来た男』広瀬順弘訳 角川文庫（上下） 2002
- リン・オルスン『怒号の日々』河内隆弥訳 国書刊行会 2021。孤立主義者として評伝

## 映画
- ビリー・ワイルダー監督『翼よ! あれが巴里の灯だ』ジェームズ・ステュアート主演 1957